# Amerikansk skogssnäppa
Amerikansk skogsnäppa (Tringa solitaria) är en liten nordamerikansk vadare. Den häckar i Alaska och Kanada. Vintertid flytter den söderut till Centralamerika och Sydamerika. Fågeln häckar i träd likt sin nära europeiska och asiatiska släkting skogssnäppan, men olikt alla andra vadare. Den är en mycket sällsynt gäst i Europa, med bland annat ett enda fynd i Sverige, på Öland i maj 1987. Beståndet anses vara livskraftigt.

## Utseende
Amerikansk skogssnäppa är till formen lik skogsnäppan med en längd på cirka 23 cm och ett vingspann på cirka 57 cm. Den har en mörkt brungrön rygg, gråaktig huvud och bröst, och en vit undersida. Benen och den för vadare korta och raka näbben är båda mörkgröna. I flykten syns dess mörka vingundersida, vingovansida, undergump och centrala stjärtfjädrar, där de senare är en karaktär som skiljer den från skogsnäppan som har en kritvit undergump.  

## Läte
Locklätet liknar skogssnäppans, men är lite mjukare, ett "tyvitt-vitt". Spellätet består av en serie med korta och ljusa fraser.

## Utbredning och systematik
Amerikansk skogssnäppa häckar i skogstrakter i Alaska och Kanada. Den delas upp i två underarter med följande utbredning:
- Tringa solitaria solitaria – häckar från östra British Columbia till Labrador; övervintrar till Centralamerika och Sydamerika
- Tringa solitaria cinnamomea – häckar i Alaska och västra Kanada; övervintrar till norra Sydamerika till Argentina

Den är en flyttfågel och har sina övervintringskvarter i Central- och Sydamerika, speciellt vid Amazonflodens delta och i Karibien. 

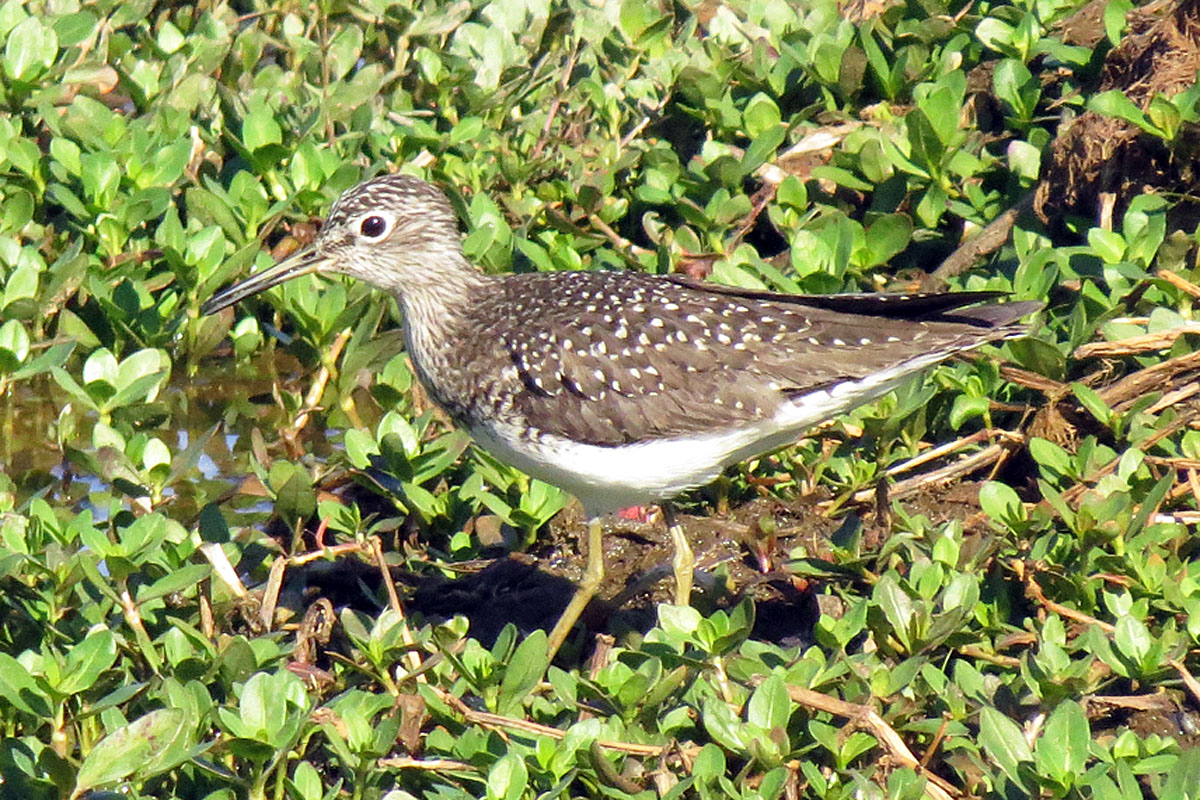

### Förekomst i Sverige och Europa
Amerikansk skogssnäppa har bara observerats i Sverige vid ett enda tillfälle, i en liten våtmark norr om Gårdby på Öland den 25 maj 1987. I övriga Europa har flest fynd gjorts i Storbritannien (ett knappt 40-tal) och Azorerna (ett 20-tal), med färre fynd på Irland och Island samt i Frankrike, Spanien, Nederländerna och Portugal.

### Släktskap
Skogssnäpporna är tillsammans systergrupp till alla andra arter i Tringa.

## Ekologi
Amerikansk skogssnäppa ses ofta ensam eller under flyttningen i små antal i biotoper med gott om föda. Den hör hemma i färskvattensbiotoper och den observeras ofta i exempelvis diken eller på liknande platser som är för omgärdade och begränsade och för andra vadare som ofta istället befinner sig på öppna platser. Den lägger tre till fem ägg i ett gammalt rede gjort av tättingar, exempelvis av trastfåglar. Dess föda består av små ryggradslösa djur men även mindre grodor som den pickar efter med sin näbb i leran.

## Status och hot
Arten har ett stort utbredningsområde och en stor population, men beståndsutvecklingen är oklar. Utifrån dessa kriterier kategoriserar IUCN arten som livskraftig (LC). Världspopulationen uppskattas till 190 000 häckande individer.